# Station Niederbronn-les-Bains
Station Niederbronn is een spoorwegstation in de Franse gemeente Niederbronn-les-Bains.